# Tram
Een tram is een voertuig dat op sporen rijdt, zoals een trein of een metro. Vaak liggen de rails in de openbare weg, zodat de tram tussen het andere verkeer rijdt. Dit komt vooral voor bij de "stadstram", die openbaar vervoer binnen een gemeente of agglomeratie verzorgt. Voor het rijden op straat zijn passagierstrams en werktrams met richtingaanwijzers en remlichten uitgerust; dit tegenstelling tot treinen. Vergeleken met de trein zijn veel eisen waaraan de voertuigen en de infrastructuur moeten voldoen lager. Snelle en comfortabele trams met geen of minder straattrajecten vallen onder de parapluterm lightrail. Om dit te bevorderen worden er sporen aangelegd met een grotere boogstraal, meestal meer dan 25 meter.
Trams worden vooral ingezet voor lokaal vervoer in stedelijke gebieden. In de loop der tijd zijn de meeste interlokale tramlijnen in veel landen vervangen door bus- of treindiensten. Er komen echter ook nog nieuwe lokale en interlokale lijnen bij. Het voertuig wordt meestal elektrisch aangedreven met voeding van een bovenleiding. Maar alternatieve stroomvoorziening komt steeds meer voor. Niet gemotoriseerde aanhangrijtuigen kwamen in 20e eeuw op grote schaal voor maar zijn zeldzaam geworden. Voorheen bestonden er paardentrams, stoomtrams en motortrams.

## Omschrijving
Er is geen sluitende scheiding tussen wat een tram is en wat een metro of trein is. Er zijn spoorvoertuigen die zowel op tramlijnen als spoorlijnen rijden, zoals RandstadRail en de tramtrein in Karlsruhe en in Saarbrücken. Op bijna elk tramkenmerk is ook een tegenvoorbeeld te noemen. 

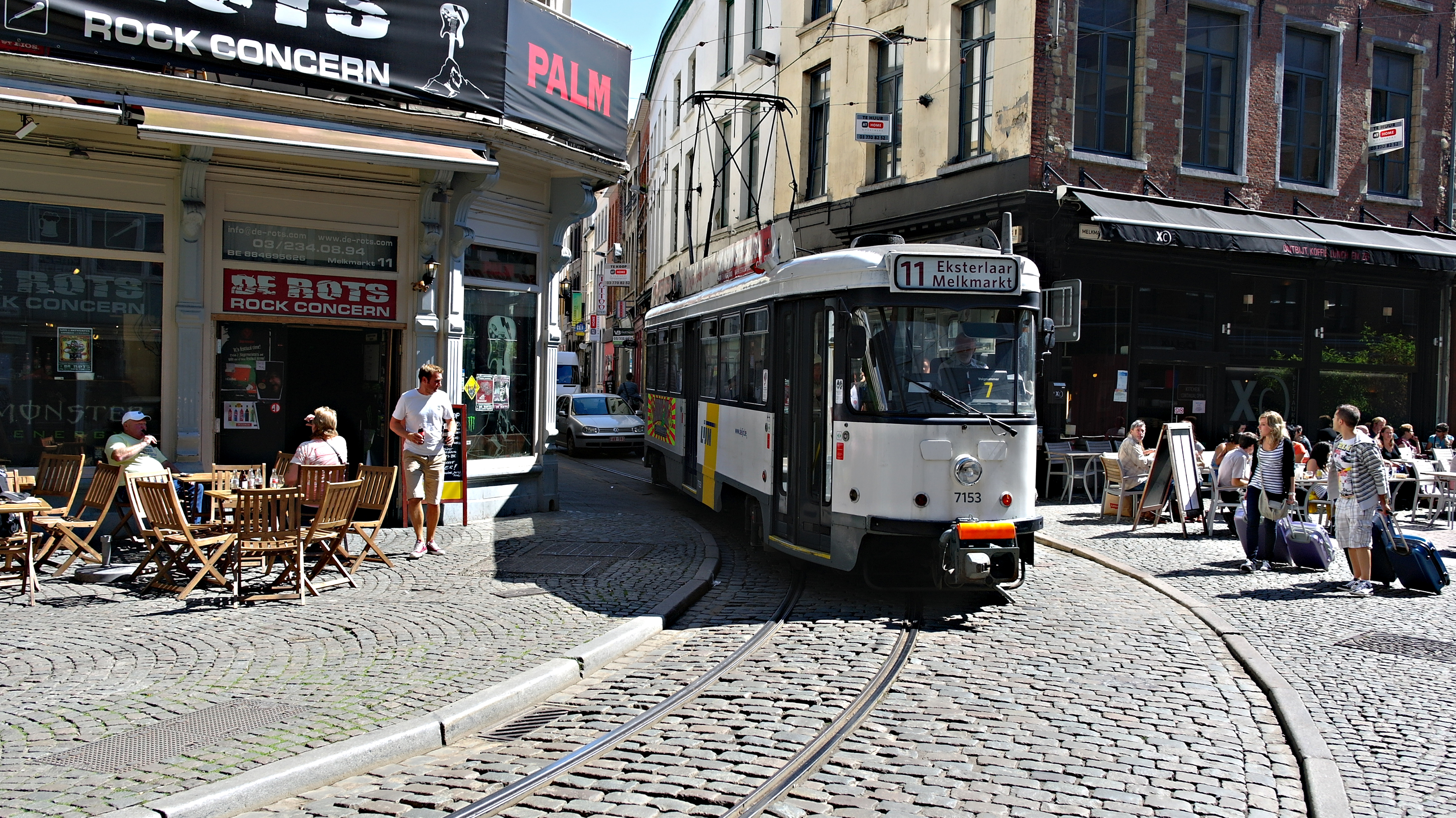
Tram in klassieke situatie: op straat tussen overig verkeer (Antwerpen).

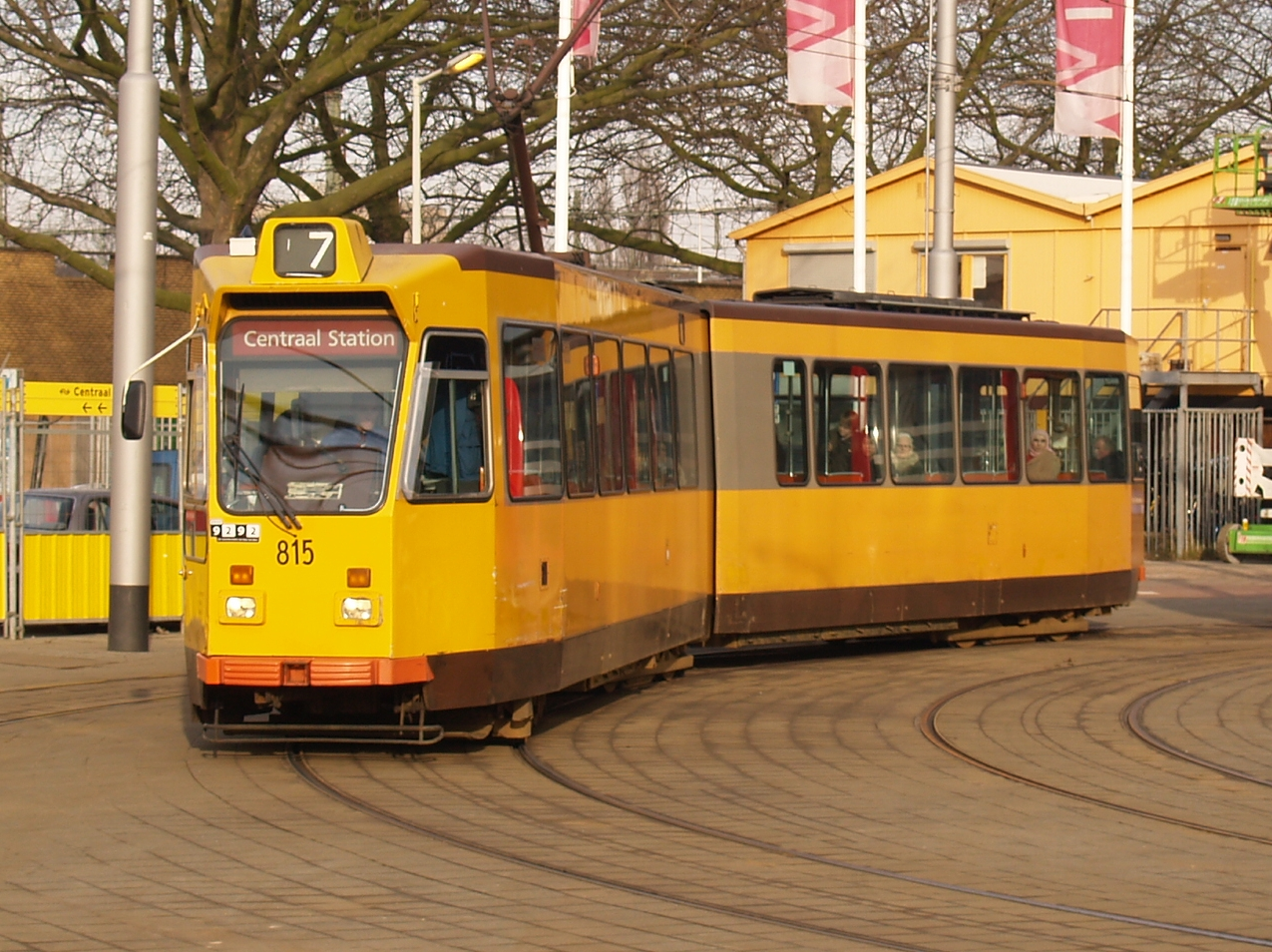
Een eenrichtingstram: de ZGT (Zwevend Geleed Tramrijtuig) van de RET

De belangrijkste tramkenmerken zijn:
- Het rijden op rails in de openbare weg. Hiervoor moet een tram voldoen aan wegreglementeringen zoals het hebben van richtingaanwijzers. Bij moderne tramlijnen wordt veel op vrije baan gereden, waarbij wegkruisingen meestal gelijkvloers met verkeerslichten geregeld worden.
- Onder bovenleiding rijden; dus geen stroomafname via een derde rail. Trams met APS vormen hier een uitzondering op. Ook in Parijs werd voor 1937 met ondergrondse stroomtoevoer gereden.[3]
- Op zicht rijden met slechts seininstallaties op plaatsen waar de zichtbaarheid beperkt is (tunnels) of waar op enkelspoor gereden wordt.
- Op spoorstaven met tramprofiel rijden. Er zijn speciale wissels nodig als er zowel trams als treinen over het wissel rijden.
- De wissels worden aangestuurd vanuit het voertuig, behalve in de tunneltrajecten met het seinblokstelsel.
- Beperkte snelheid: de meeste trams mogen niet harder dan 70 km/h rijden.
- Relatief lichte voertuigen die niet aan de zware botsproefeisen van spoorwegmaterieel hoeven te voldoen.
- De breedte en lengte van de voertuigen is beperkt, hoewel er steeds vaker lange gelede trams voorkomen, bijvoorbeeld in Basel en Boedapest.
- Eenrichtingsvoertuigen die bij de eindpunten keren met behulp van keerlussen of keerdriehoek. In de 19e eeuw veelal tweerichtingsvoertuigen. Een trend is om op diverse tramnetten weer vaker tweerichtingsvoertuigen in te zetten. Die hebben geen keerlus of keerdriehoek nodig.
- Beperkte perronhoogte of geen perrons (dit laatste is zeldzaam in Nederland).
- De haltes zijn facultatief en er wordt gestopt op aanvraag;  door een knop in het voertuig of een teken van op de halte wachtende reizigers.

### Varianten
Tramlijnen zijn meestal (onder meer in Nederland en Duitsland) juridisch gezien lokale spoorlijnen. De exploitatie moet slechts voldoen aan de lichtere lokaalspoorreglementering die -voor trams- het rijden op zicht toelaten. In sommige steden wordt een marketingterm gebruikt voor tram, zoals de tram van Rouen die métrobus genoemd wordt. Is de spoorbaan volledig op eigen vrije baan, zonder wegkruisingen, dan spreekt men meestal van een Stadtbahn, premetro, semimetro of iets dergelijks. Zijn er wel wegkruisingen op de vrije baan, dan wordt dat doorgaans een sneltram genoemd. Sommige kruisingen hebben trein-slagbomen met lichten en bellen. Daarnaast zijn er tussenvormen tussen tram en bus, zie TVR en Translohr.

## Etymologie
Het woord tram (in Nederland meestal uitgesproken als /trɛm/, in Vlaanderen meestal als /trɑm/) is via het Engelse woord tramway in de Nederlandse taal beland. Ook tramway zelf werd een tijd in het Nederlands gebruikt maar is door tram verdrongen, hetgeen ook de Engelse uitspraak die in Nederland wordt gebezigd verklaart. Aan de basis van het woord tramway liggen woorden als tram, trame en traam, die sinds circa 1500 werden gebruikt in het Middelnederlands, Nederduits en Oudfries om de (houten) rail van een kar te omschrijven. Bij toeval worden ook vroege mijnwagentjes in het Engels tram genoemd.
Daarnaast worden in het Engels kabelbanen door de lucht ook aerial tramway (lucht tram) genoemd. Sommige kabelbanen met rails hebben ook tramway in hun naam.

## Geschiedenis
De tram is ontstaan uit de combinatie van  mijnkarren, door mankracht voortbewogen erts- of goederenbaantjes, en de omnibus, door paarden voortgetrokken koetsen. Aan de omnibus werd het idee ontleend van regelmatig personenvervoer via een vaste route. Aan de mijnkarren werd het idee ontleend van een wagen die over eigen vaste rails loopt, zodat die geen hinder heeft van de slechte ondergrond. In de oude binnensteden in de 19e eeuw was meestal geen bestrating, rails was een voorwaarde voor een rustige rit. De eerste dienst voor reizigers op een spoorweg begon op 25 maart 1807 op de Swansea and Mumbles Railway in Wales. De eerste paardentram reed in 1832 in Manhattan, in New York in de Verenigde Staten. Echter, de rails, die wel 15 cm hoog was, waren in het begin een duidelijke belemmering en het grote succes kwam dan ook pas nadat Alphonse Loubat in 1852 de groefrails uitvond, waardoor de rails gelijk gelegd konden worden met het straatoppervlak.

### Stoomtram en elektrificatie

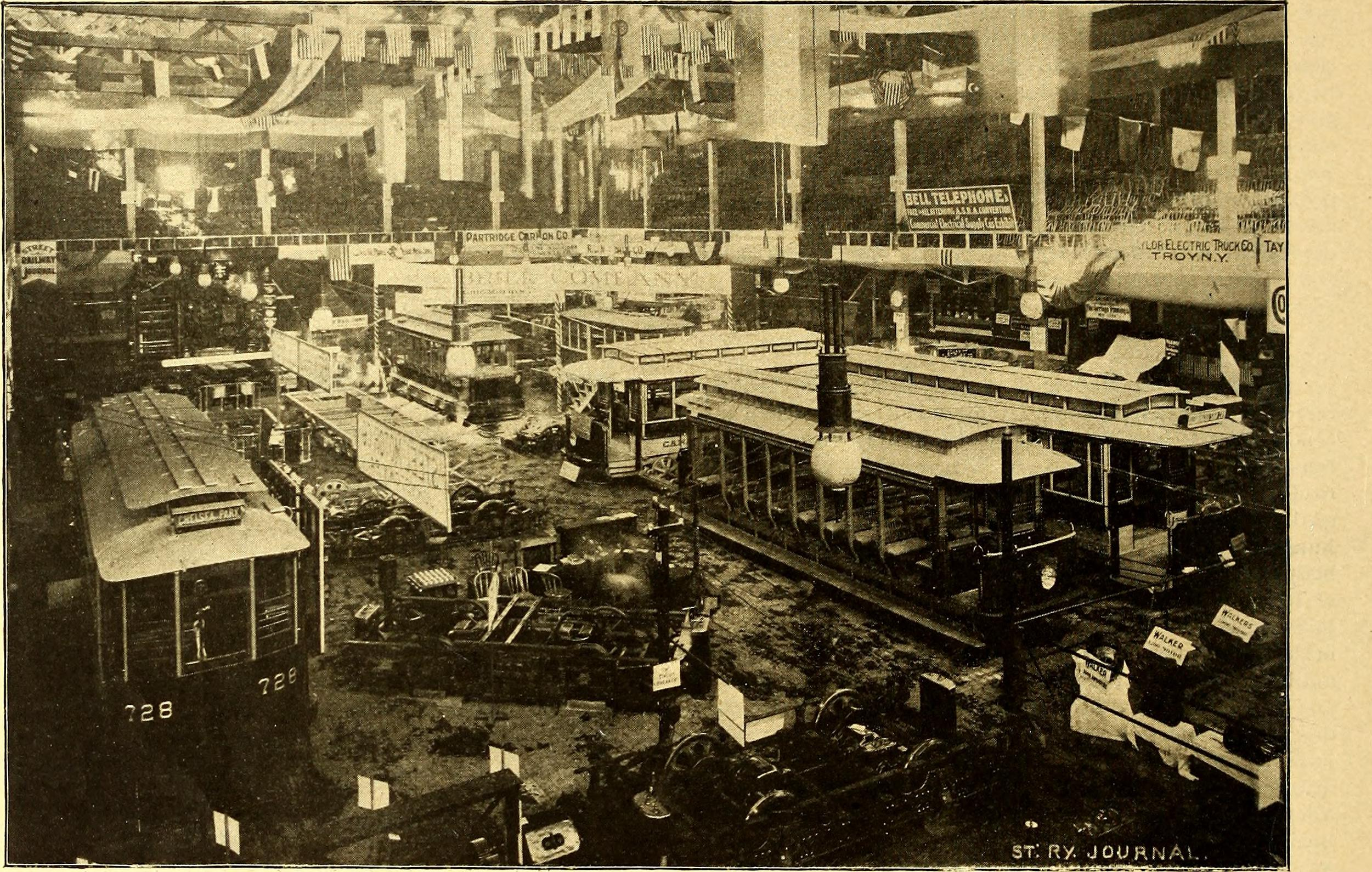
Trambeurs te St. Louis in 1896.

Vanaf omstreeks 1880 werden streektrams mogelijk doordat de wetgeving voorzag in lijnen waaraan lagere wettelijke eisen werden gesteld dan de "echte" spoorwegen. De meeste streektramlijnen werden bereden door stoomtrams. De lijnen in de stad werden meestal nog bereden door paardentrams. De eerste elektrische accu-tram werd uitgevonden en getest door Fyodor Pirotsky in Sestroresk in 1875. In 1880 opende hij met dezelfde techniek een lijn in Sint Petersburg,  die echter alleen in september 1880 reed. De eerste rit met een elektrische tram zonder accu was te Berlijn in 1881. Rond de eeuwwisseling van de 19e naar de 20e eeuw werd de elektrische tram een alternatief voor de paardentram. De van geboorte Belgische ingenieur Charles Van Depoele leverde hieraan een belangrijke bijdrage. Uiteindelijk werden de meeste paardentramnetwerken met een bovenleiding geëlektrificeerd. Ook veel stoomtramlijnen werden geëlektrificeerd, waardoor de streektram tot een goedkopere variant van de spoorweg werd, die het spoorwegnet in de landelijke gebieden aanvulde.

### Kabeltrams
In de Verenigde Staten deed zich daarnaast een andere ontwikkeling voor: de kabeltram. Nadat Andrew Smith Hallidie op 1 augustus 1873 de eerste kabeltram van San Francisco had laten rijden, werd dit systeem in meerdere grote steden in de VS in gebruik genomen. Hoewel de kabeltram duidelijke voordelen had boven zowel de paardentram als de stoomtram, werd er in Europa nauwelijks gebruik van gemaakt, onder andere omdat de Europese steden meestal de lange rechte lijnen ontbeerden die voor kabeltrams noodzakelijk waren. Ook de kabeltram werd grotendeels door de elektrische tram verdrongen. Het grootste aantal kabeltrams zijn in de straten van San Francisco aan te treffen.

### Accutrams
Op wat in 1904 lijn 9 zou worden tussen Den Haag en Scheveningen reden tussen 1890 en 1904 accutrams. Ze waren nogal storingsgevoelig, reden om er niet mee door te gaan. In moderne vorm worden (hybride) accutrams weer in verschillende steden toegepast om zo tramverbindingen zonder bovenleiding mogelijk te maken, zoals in Birmingham , Kraków  en Nice . Opladen gebeurt statisch (aan de eindpunten of aan de haltes) of rijdend op secties met bovenleiding bij hybride trams.

### Hogeluchtdruktrams
Hogeluchtdruktrams, of gastrams, reden met een tank die gevuld was met lucht onder hoge druk. Door de expansie van deze lucht in cilinders werden de trams aangedreven. Regelmatig moest de tank bijgevuld worden. Deze experimentele techniek werd rond 1900 veel toegepast, maar kende weinig succes, daar de elektrische tractie veel handiger was. In Maastricht heeft de stadstram van 1896 tot 1902 met deze techniek gereden. De WSM deed er ook proeven mee.

### Modernisering en neergang
Tussen de twee wereldoorlogen kwam de klad erin: de jaren twintig en dertig was de tijd dat iedereen een bus kon kopen en een lijndienst kon beginnen. Vooral streektrams konden de concurrentie niet aan. De stadstram kwam over het algemeen pas na de Tweede Wereldoorlog in de verdrukking door het oprukkende autoverkeer.
Aan de andere kant werd in de jaren voor en na de Tweede Wereldoorlog veel werk gemaakt van uitbreiding van tramnetten, met name in de grote steden, en van ontwikkeling van moderne tramtypen. In sommige Europese landen verdween de tram in de meeste steden (Denemarken, Verenigd Koninkrijk, Frankrijk, Spanje); in andere landen bleef de tram een belangrijke rol spelen (Duitsland, Oostenrijk, Zwitserland, Centraal-Europa en Oost-Europa). Er zijn ook landen waar de tram bijna alleen in enkele grote steden bleef bestaan (Nederland, België, Italië, Zweden). In Brussel werd in 1983 nog beslist om het tramnet volledig af te schaffen, wat werd teruggedraaid na protest.

### Het tij keert
In de jaren tachtig en negentig van de twintigste eeuw keerde het tij voor de tram: nieuwe netwerken werden aangelegd en bestaande netwerken werden uitgebreid en kregen zo veel mogelijk een vrijliggende baan. De wedergeboorte van de tram begon in het Canadese Edmonton, veel steden in de Verenigde Staten volgden. De tram is ook in vele Europese steden opnieuw ingevoerd, onder andere in meer dan 30 Franse steden (zoals Grenoble, Lyon, Nantes, Orléans, Parijs, Rouen en Straatsburg). Ook in Britse steden keerde de tram terug, zoals Londen, Birmingham, Manchester, Sheffield en Nottingham, in Ierland in Dublin en in Denenmarken in Arhus en Odense. In Frankrijk kreeg de tram echter ook concurrentie van de bandentram. In de Benelux is Utrecht sinds 1983 opnieuw een tramstad, Luxemburg sinds eind 2017 en Luik tegen 2025.
Ook het comfort van de tram is sterk verbeterd met halteinformatie in beeld en geluid. Ook worden vooral lagevloertrams aangeschaft voor integrale toegankelijkheid en kortere haltetijden.
Galerij

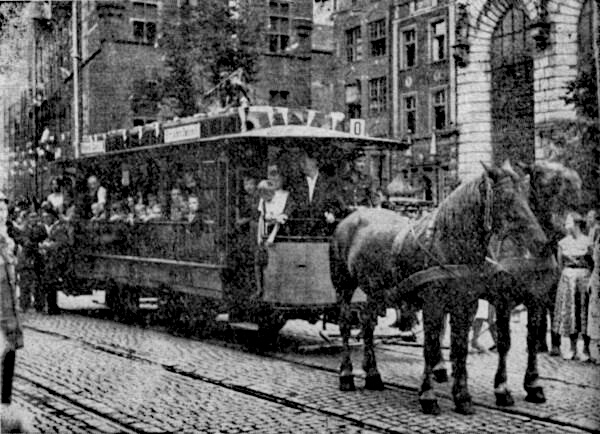
Paardentram te Danzig
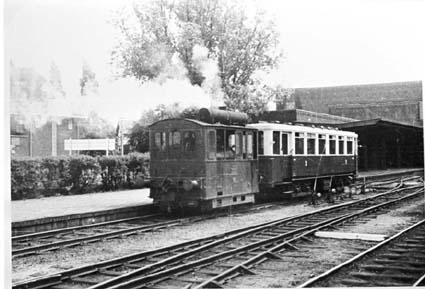
Gooise Stoomtram te Bussum
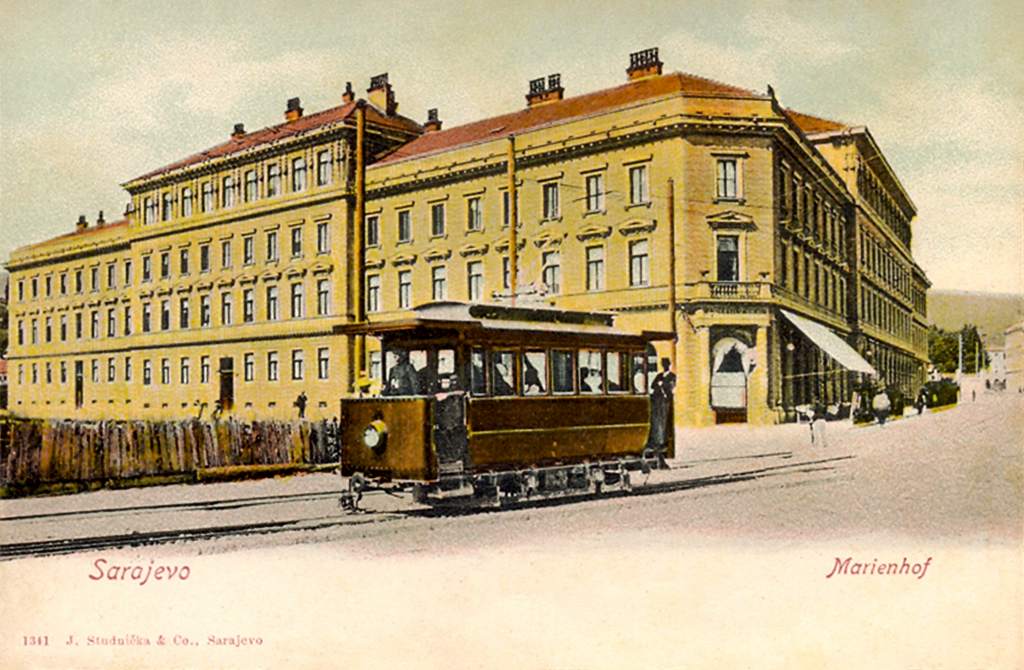
Tram in Sarajevo (1901)
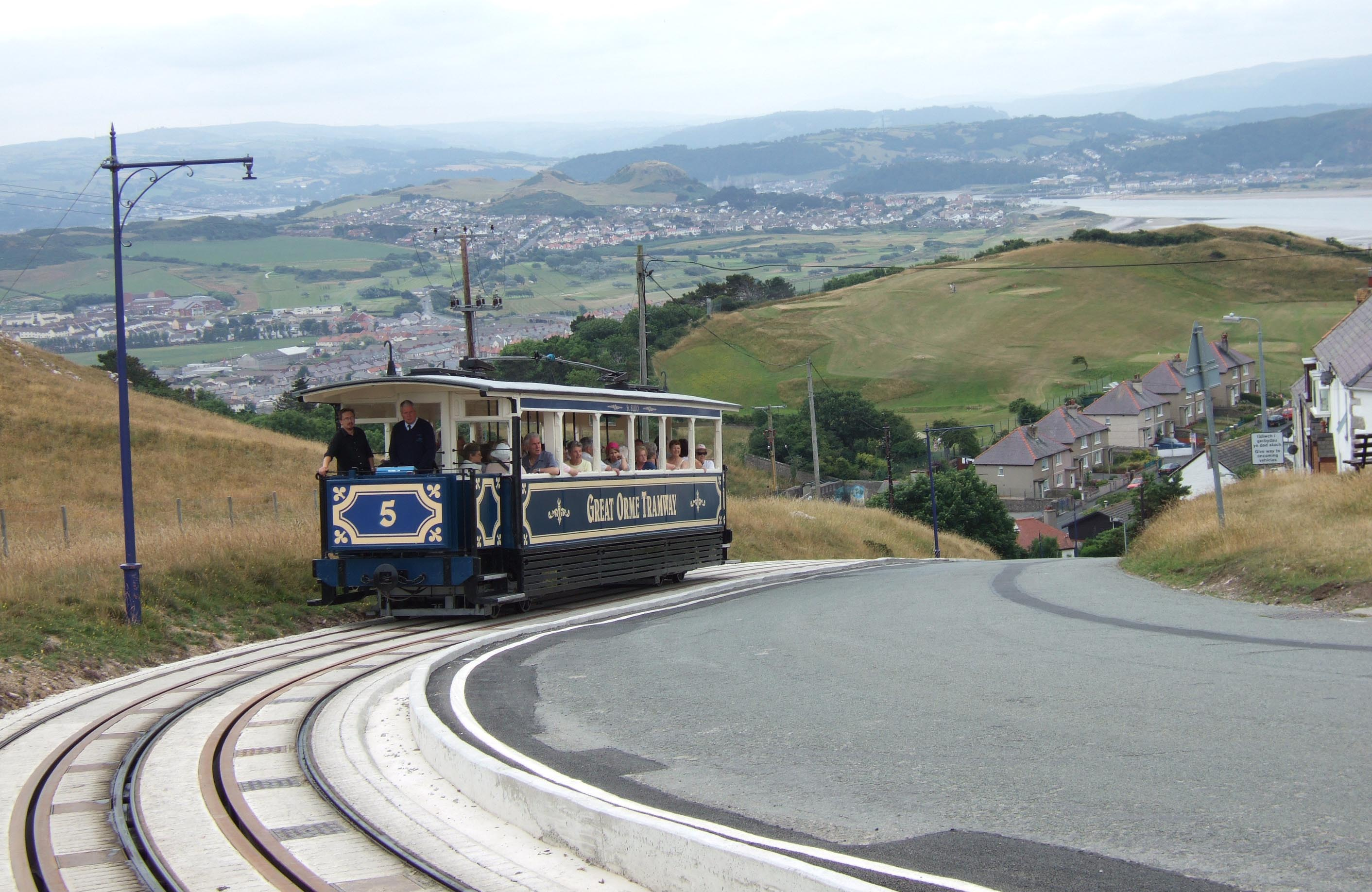
Great Orme Tramway, kabeltram in Llandudno
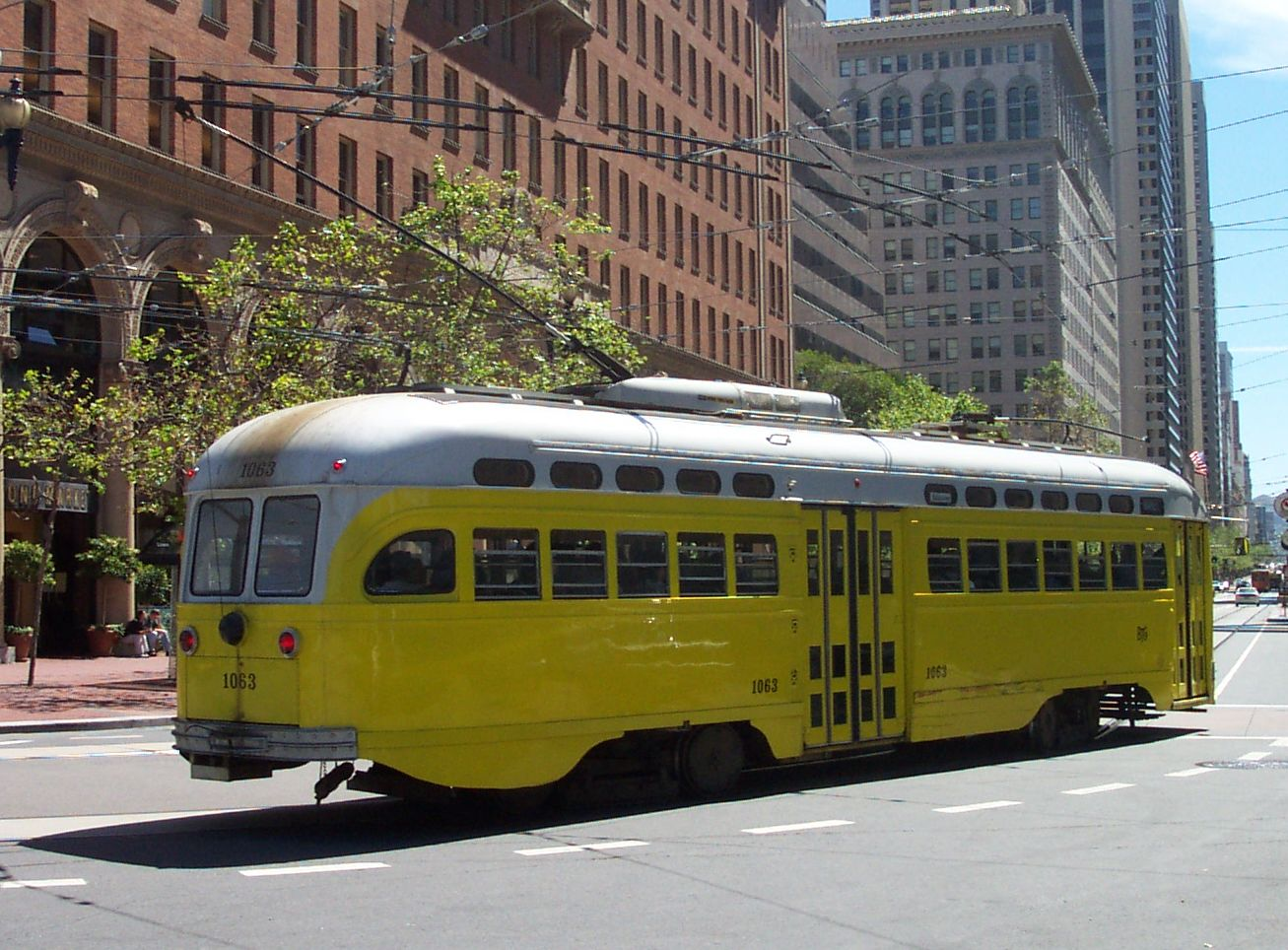
Amerikaanse PCC in San Francisco
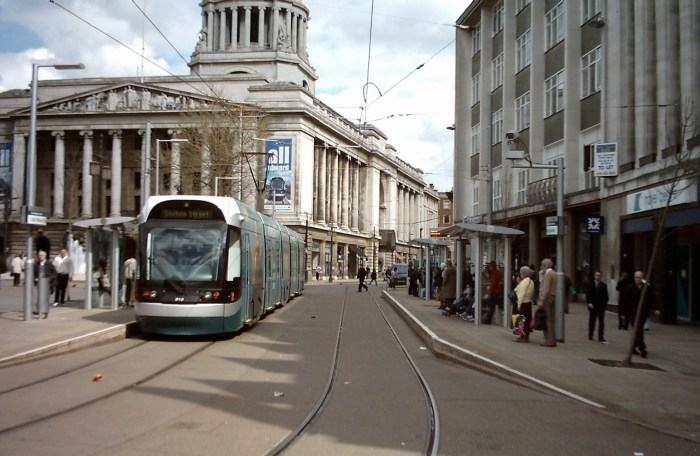
Wedergeboorte van de tram in Engeland, zoals in Nottingham

## Voertuig-evolutie

### Tweeassers
De trams van eerste generatie (eind 19e eeuw - jaren dertig) hadden meestal twee assen. In de beginjaren hadden ze open balkons voor en achter. Het koetswerk was meestal van hout, hoewel ook stalen trams hun intrede deden. De tweeassers werden vooral na de Tweede Wereldoorlog snel verdrongen door de volgende generatie trams. Toch kon men ze in sommige steden (vooral in Oost-Europa en Portugal) nog tot in de jaren tachtig zien. Tegenwoordig zijn tweeassers in Europa in de normale dienst nog aan te treffen in Duitsland in Bad Schandau en in Portugal in Lissabon.

### Vierassers
Met de toename van het vervoer ontstond in grotere steden en bij interlokale tramwegen behoefte aan trams met een grotere capaciteit. Toen elektromotoren ook in draaistellen konden worden ingebouwd ontstond vanaf circa 1900 de vierasser op draaistellen. Vanaf de jaren twintig werden de tweeassers op grotere schaal opgevolgd door trams op draaistellen. Een tussenvorm (geen vaste truck, maar ook geen echte draaistellen) werd ontwikkeld in de vorm van drieassers. Met de verdwijning van de tweeassers in de tweede helft van de 20e eeuw werden deze opgevolgd door trams op draaistellen. In Midden-Europa werd de Grossraumwagen ontwikkeld, terwijl ook de PCC-car uit Amerika naar Europa kwam. In Oost-Europa zijn sinds de jaren vijftig massaal vierassige Tatra-trams aan te treffen. Vierassers rijden tegenwoordig nog in veel steden. In België treft men vierassers (PCC's) nog aan in Antwerpen en Gent. In Brussel zijn zij inmiddels verdwenen. In Den Haag gingen de laatste vierassers (PCC's) in 1993 buiten dienst.

### Gelede trams op draaistellen

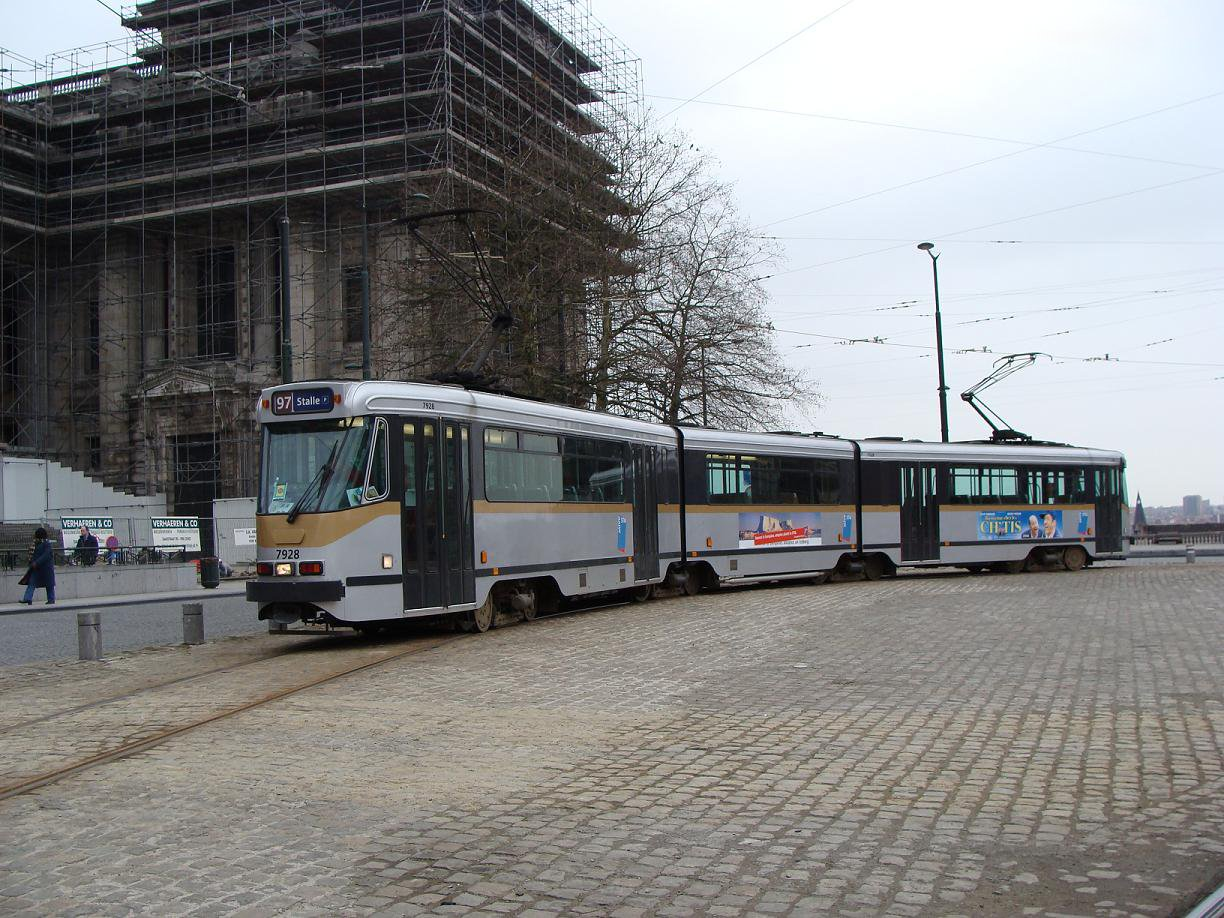
Dubbelgelede Brusselse tram met Jacobsdraaistellen

Trams met draaistellen (zowel uit één rijtuig bestaande als gelede wagens) werden het meest voorkomende tramtype. Vanaf de jaren 1920 werden trams ontwikkeld die uit twee of drie rijtuigen waren samengesteld en door een harmonica verbonden waren. In dit geval spreekt men van een gelede tram. Met de uitvinding van de kokergeleding omstreeks 1940 in Italië (Milaan en Rome) werd toepassing van gelede trams op grotere schaal mogelijk. Vanaf de jaren vijftig verschenen gelede trams, eerst zesassers, later ook achtassers en tienassers, in veel (grotere) steden in heel West-Europa. Ook in Amsterdam en Rotterdam zijn vanaf 1957 gelede wagens in gebruik genomen. In Den Haag verschenen ze als lange - op alle acht assen aangedreven - dubbelgelede GTL8 in 1981. In Brussel kwamen gelede (PCC)-wagens in dienst vanaf de jaren zeventig en ook bij de toenmalige NMVB (Kusttram en Charleroi) vanaf 1982.

### Ruimteprofiel van trams
De meest gebruikelijke ruimteprofielbreedtes zijn 240 cm en 265 cm. De laatste breedte is in veel landen de maximaal toegelaten breedte voor wegvoertuigen. In de tijd van de paardentram waren veel wagens maar 2 meter breed. In het midden van de twintigste eeuw was 220-230 cm gangbaar. De trams in Keulen waren 250 cm breed en werden als uitzonderlijk breed beschouwd. Het precieze ruimteprofiel is bij bochten moeilijk te bepalen en is veelal maatwerk. Bij veel trams zijn de hoeken afgesneden om het ruimtebeslag bij de bochten te beperken. Sommige tramnetten worden geschikt gemaakt voor bredere trams met meer capaciteit. 
Veel paardentrams waren aanvankelijk dubbeldeks met een bovenverdieping in de open lucht. Met de komst van de elektrische tractie verdwenen de meeste dubbeldekstrams, maar in veel Britse steden hebben elektrische dubbeldekstrams gereden met een extra hoge bovenleiding. Er rijden alleen nog in Blackpool en Hongkong dubbeldekstrams. Een andere manier om de capaciteit van de trams te vergroten was in de lengte. Vroeger ging dat met aanhangwagens, maar tegenwoordig met lange gelede trams.

### Lagevloertrams
De derde generatie trams, vanaf de jaren tachtig van de twintigste eeuw, zijn de zogenoemde lagevloertrams. Zoals de naam al zegt, worden zulke trams gekenmerkt door een lage vloer, zodat het in- en uitstappen, vooral voor mensen die minder goed ter been zijn, vergemakkelijkt wordt. Door het geringere hoogteverschil gaat in- en uitstappen ook sneller. Men kan de vloer laag maken door de elektrische uitrusting zo veel mogelijk op het dak te plaatsen. Alleen de motoren bevinden zich onder de vloer.
De eerste lagevloertrams hadden meestal niet over gehele lengte een lage vloer. Aanvankelijk werden er nog draaistellen toegepast onder een 'hogevloer' gedeelte. Boven de draaistellen (en dus ook de motoren) is er een hoge vloer. Ook de eerste lagevloertrams in Brussel zijn nog van een overgangstype, met grote wielkasten. De in 1990-'91 aan Amsterdam geleverde trams (817-841 en 901-920) zijn gedeeltelijk hoog en gedeeltelijk laag uitgevoerd (alleen de middenbak heeft een lagevloer). Soms werden oudere enkelgelede trams tot semilagevloertrams verbouwd door tussen de rijtuigbakken een nieuwe lagevloermiddenbak te plaatsen. Zo zijn bijvoorbeeld de trams van de Belgische Kusttram verbouwd.
Sinds de jaren negentig, is de 100% lagevloertram (zoals de HermeLijn in Vlaanderen) ontwikkeld. Hier zijn geen verhoogde vloerdelen meer aanwezig, maar kunnen ook geen draaistellen meer worden toegepast. Deze trams hebben dan ook losse wielen die ingebouwd zijn in wielkasten in de wagenbak. Dit is een technisch zeer complexe constructie waarvan de introductie met veel kinderziekten gepaard is gegaan. Vanaf 2002 verschenen in Amsterdam de Combino en in Rotterdam de Citadis. In Brussel zijn in 2005 nieuwe 100% lagevloertrams afgeleverd. Ook in de meeste andere Europese landen zijn inmiddels diverse typen lagevloertrams gebouwd.
Galerij

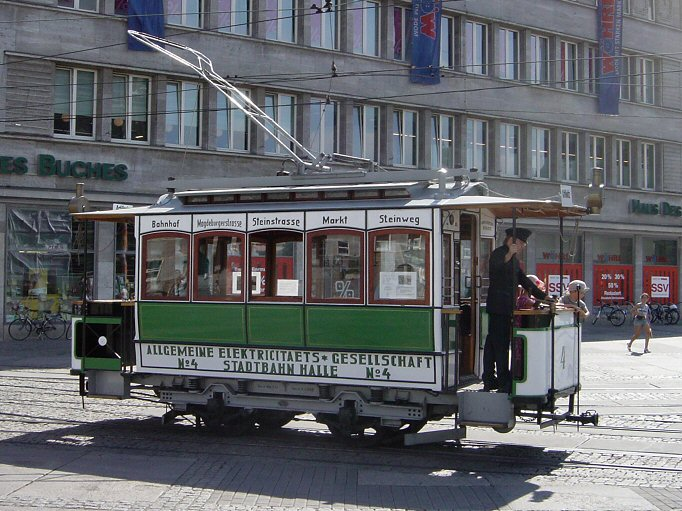
Duitse tweeasser te Halle a/d Saale met open balkons uit beginjaren
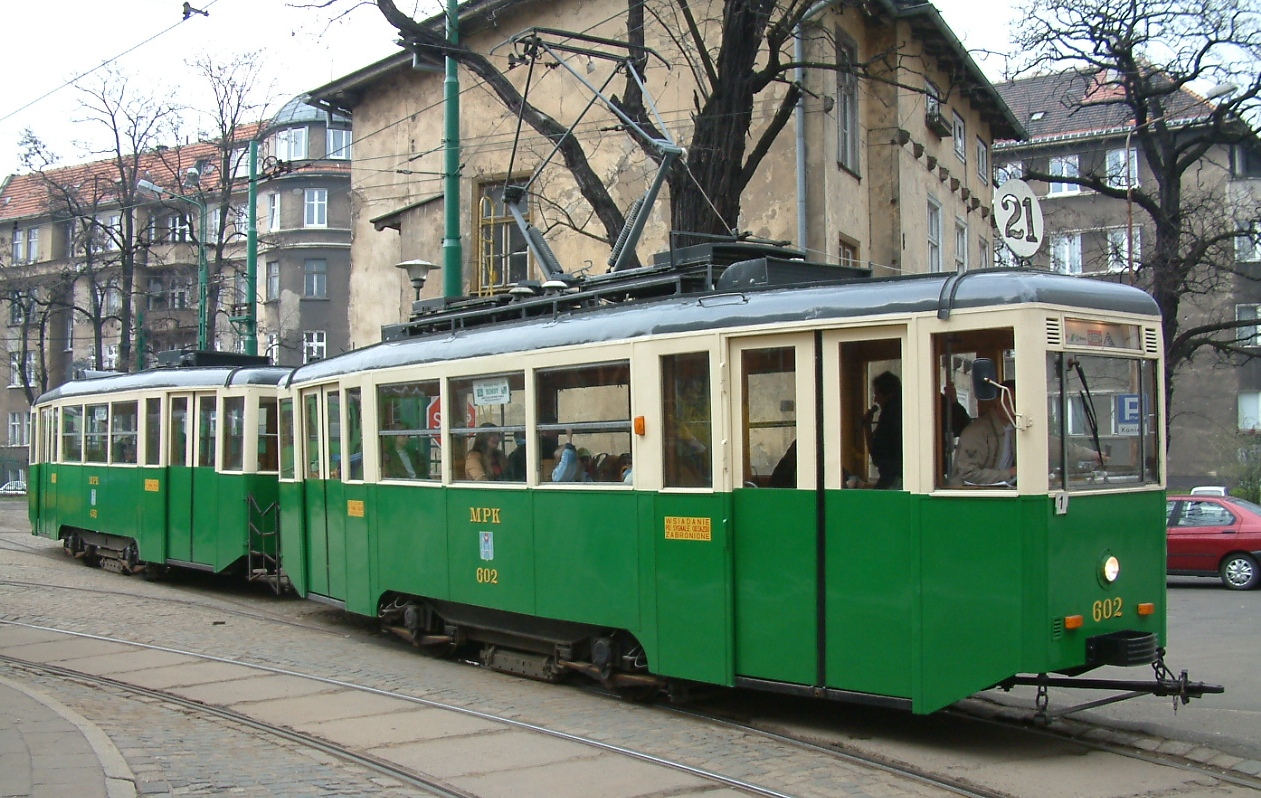
Poolse standaard tweeasser te Poznań
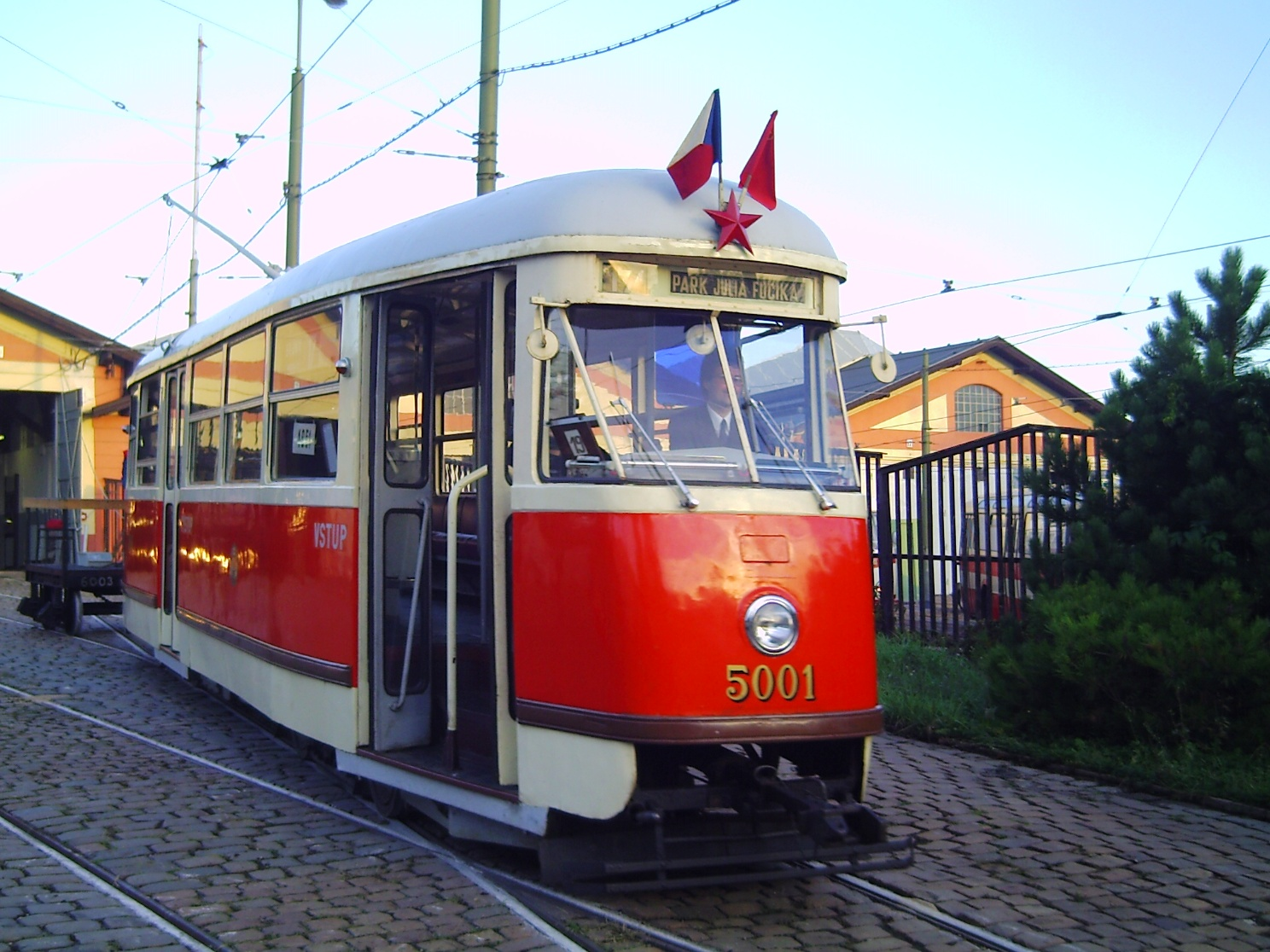
De eerste Tatra-tram in Oost-Europa was de T1 in Praag
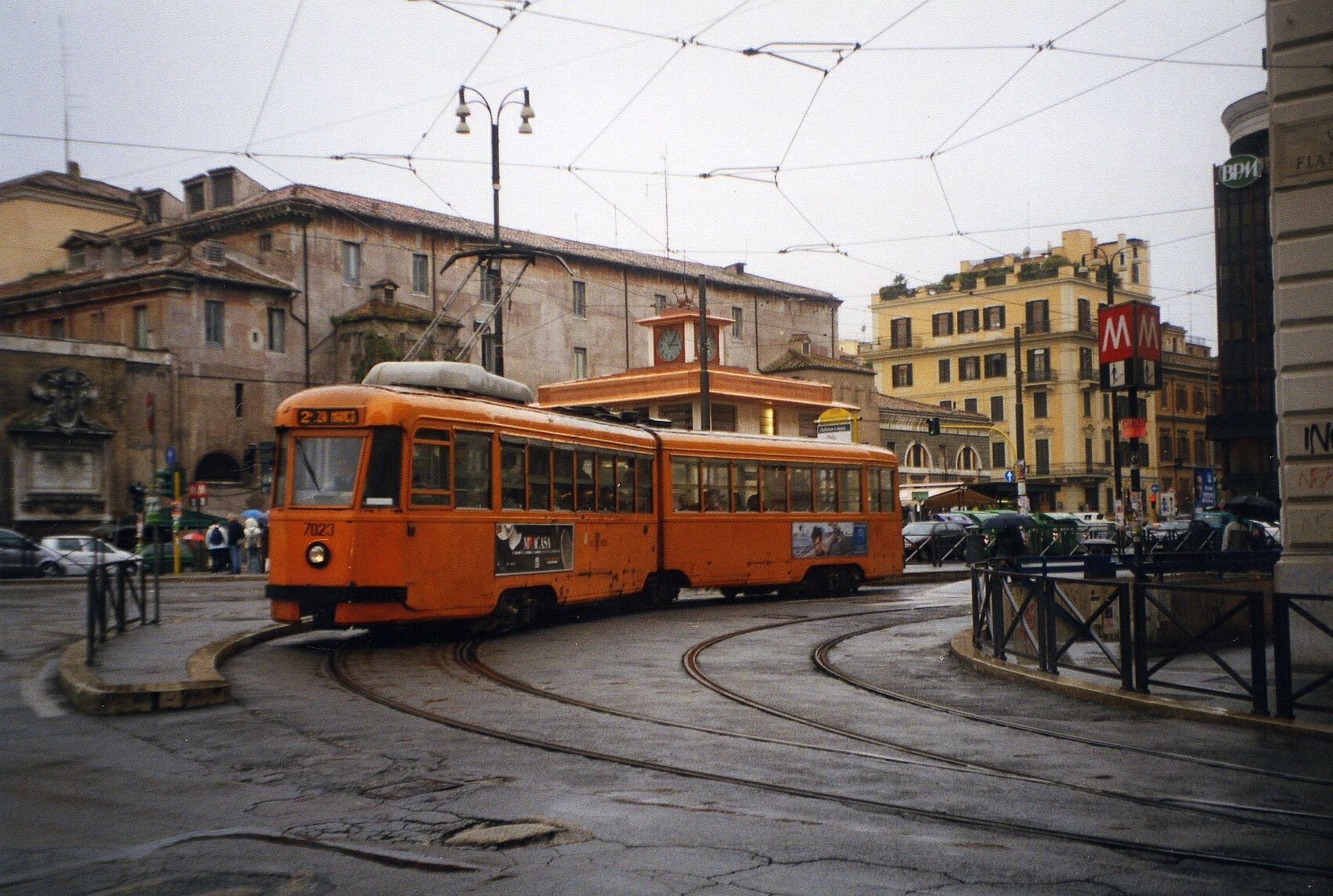
Gelede tram in Rome (Italië)
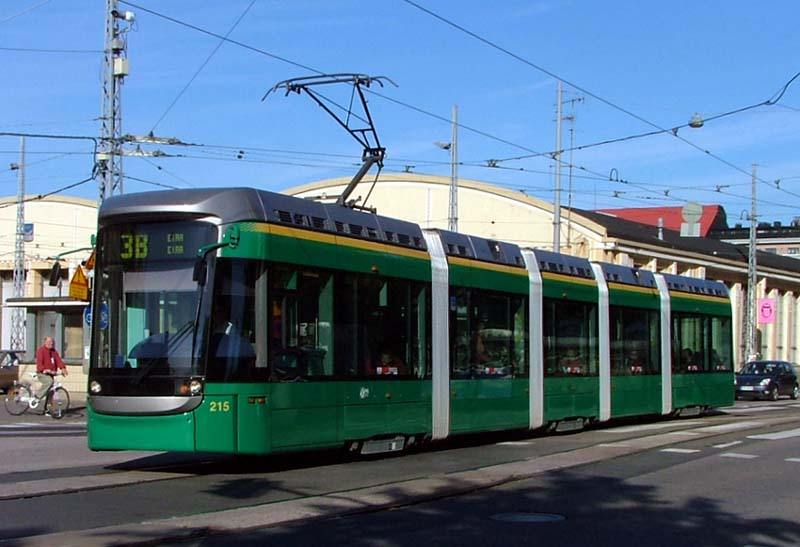
Lagevloertram in Helsinki
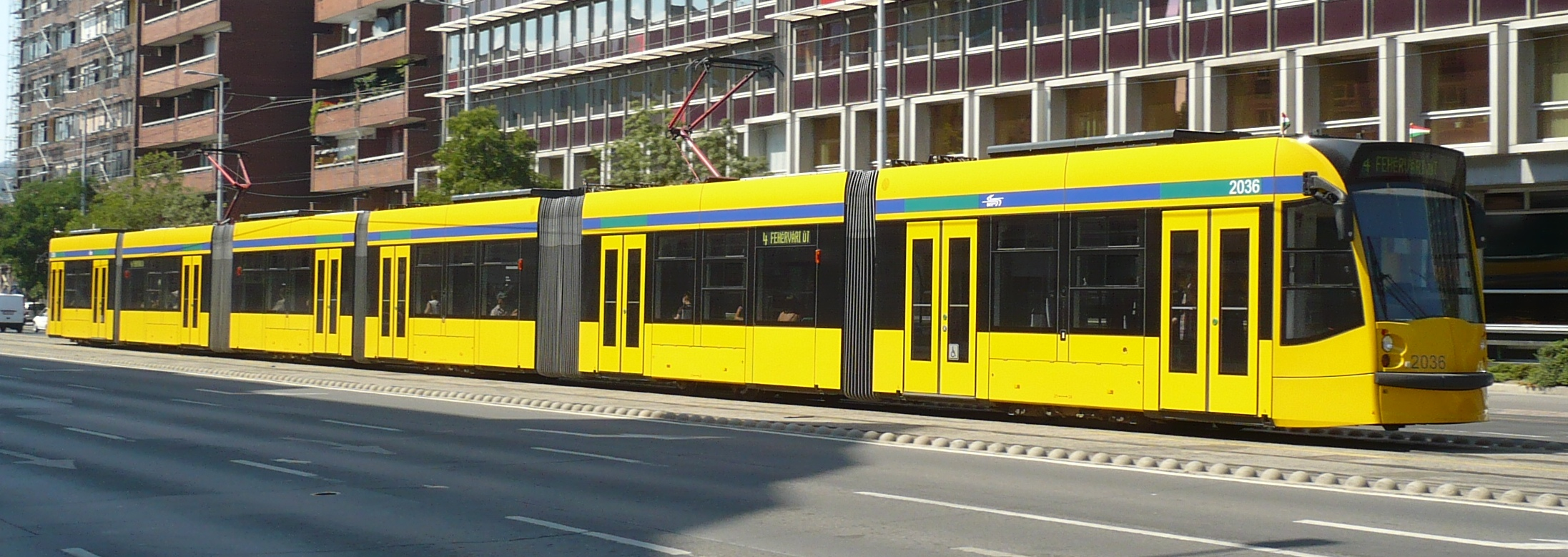
De Combino Supra 2036 in Boedapest

## Techniek

### Stroomregeling
Vanaf het begin werden de elektrische motoren aangestuurd door een schakelkast. Deze kent twee basisschakelingen:
- serieschakeling: De stroom wordt geleid door beide motoren, waardoor deze ieder de halve spanning krijgen.
- parallelschakeling: Iedere motor ontvangt de stroom rechtstreeks van de bovenleiding, waardoor beide motoren op volle kracht draaien.

Om geen schokken te krijgen bij het opschakelen zijn er diverse tussenschakels waarbij de stroom via weerstanden geleid wordt. Daar echter bij het gebruik van deze tussenschakels energie verloren gaat in de weerstanden, worden deze tussenstanden zo veel mogelijk vermeden. Als de tram eenmaal op snelheid is, wordt er meestal teruggeschakeld naar de nulstand met af en toe stroom geven om de snelheid te behouden. Voor de bestuurder is er de handbediende stroomschakelaar en remschakelaar, die in latere trams vervangen zijn door pedalen (bijvoorbeeld bij PCC's).
Bij de moderne trams worden nu choppers gebruikt om het motorvermogen te regelen. Dit is een veel energiezuiniger en soepeler methode om de energietoevoer te regelen. Zeldzaam worden op korte trajecten op batterijden gereden, zonder bovenleiding, onder meer in Nice. Vooral in China komen steeds meer tramlijnen zonder doorgaande bovenleiding maar met oplaadpunten, opladen gaat dan wel via een pantograaf.

### Infrastructuur

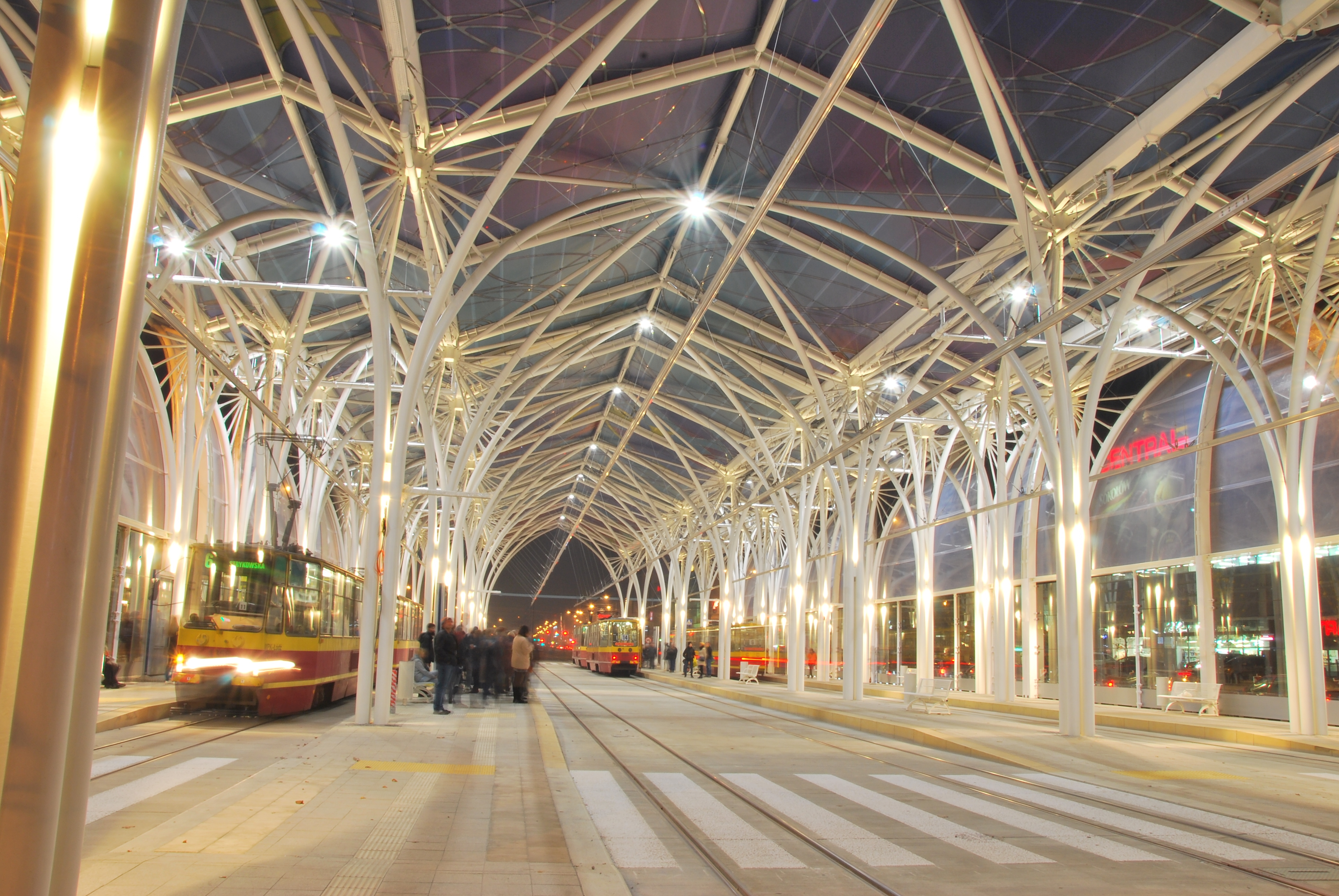
Voorbeeld van een overdekt tramstation: Piotrkowska-Centrum te Łódź in Polen

De tram krijgt elektriciteit van de bovenleiding. Gebruikt wordt een gelijkspanning van 600 volt, bij modernere systemen 750 volt. De stroomafname gebeurt via een pantograaf. Aanvankelijk werd ook een sleepbeugel of een trolleystang gebruikt. (in Amerika spreekt men daardoor meestal van "trolley" in plaats van "tram") Bij het Franse APS-systeem, dat onder andere in Bordeaux is toegepast, wordt echter op sommige gedeeltes van het tramnet een derde rail in plaats van de bovenleiding gebruikt. Om elektrocutiegevaar te voorkomen, is er een speciaal systeem ontworpen, dat ervoor zorgt dat alleen het gedeelte, dat zich op dat moment onder de tram bevindt, onder spanning staat.
In rechtsrijdende landen rijden trams meestal ook rechts of op het rechterspoor. Vanwege de infrastructuur of de kosten voor dubbelspoor werd en wordt er soms deels links gereden. Vooral in België was het veel voorkomend dat de interlokale trams der NMVB links op de weg tegen het verkeer in reden.
De spoorwijdte is veelal 1000 mm (meterspoor) of 1435 mm (normaalspoor). Afwijkende spoorwijdten in Europa zijn bijvoorbeeld: 900 mm, 1067 mm (kaapspoor), 1100 mm. In GOS-landen hebben de meeste trambedrijven de spoorwijdte van 1524 mm.

## Naar land

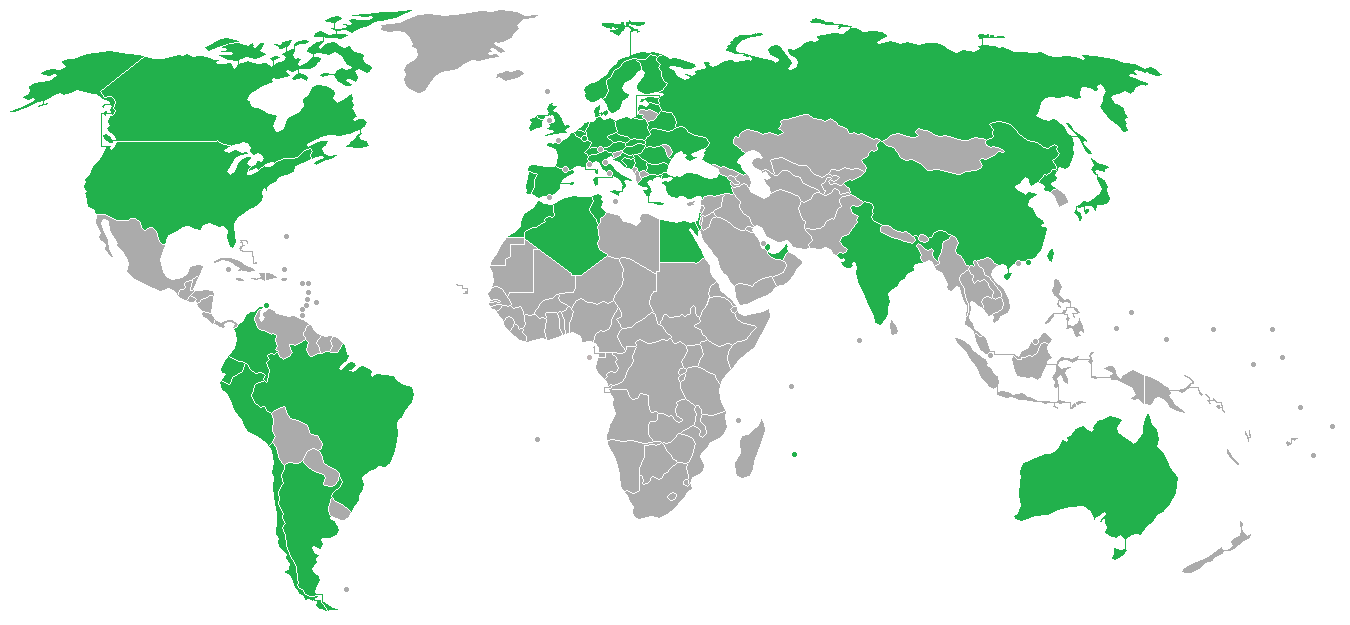
Tramnetwerken in de wereld (2020):
Landen met tramnetwerken
Landen zonder tramnetwerken

Eind 2021 waren er wereldwijd 403 steden met een trambedrijf. Van alle tram- en lightrailvoertuigen rijdt 55% in Europa, die in 2019 maar liefst 73% van het wereldwijde tram-/lightrailvervoer verzorgde.

### Benelux
België
De eerste tram reed in 1867 te Brussel. Vanaf 1885 ontstond een streektram-netwerk van de Buurtspoorwegen (NMVB) dat uitgroeide tot circa 5000 km. Er zijn tramnetten in Brussel, Antwerpen, Charleroi en Gent: bij de eerste drie gedeeltelijk als premetro. De kusttramlijn was tot 16 juni 2023 de langste tramlijn ter wereld. Ook Luik is sinds de ingebruikname van de eerste nieuwe lijn sinds 28 april 2025 opnieuw een tramstad.
Nederland
In 1864 reed de eerste paardentram tussen Den Haag en Scheveningen. Tot aan de jaren 1960 waren er naast stadsnetten ook vele interlokale lijnen. In 1866 opent de eerste interlokale paardentramlijn in Nederland, tussen Den Haag en Delft. In 1887 vervangen door de stoomtram, in 1923 vervangen door elektrische tram. En heden ten dage is het de enige oude interlokale tramlijn in Nederland die nog bestaat. Tramlijnen komen in Nederland voor in/bij de vier grootste steden. Binnen het Koninkrijk der Nederlanden rijdt daarnaast ook een tram in Oranjestad op Aruba.
Luxemburg
Eind 2017 is de tram in de hoofdstad weer heropend, nadat de laatste tram in 1964 reed.

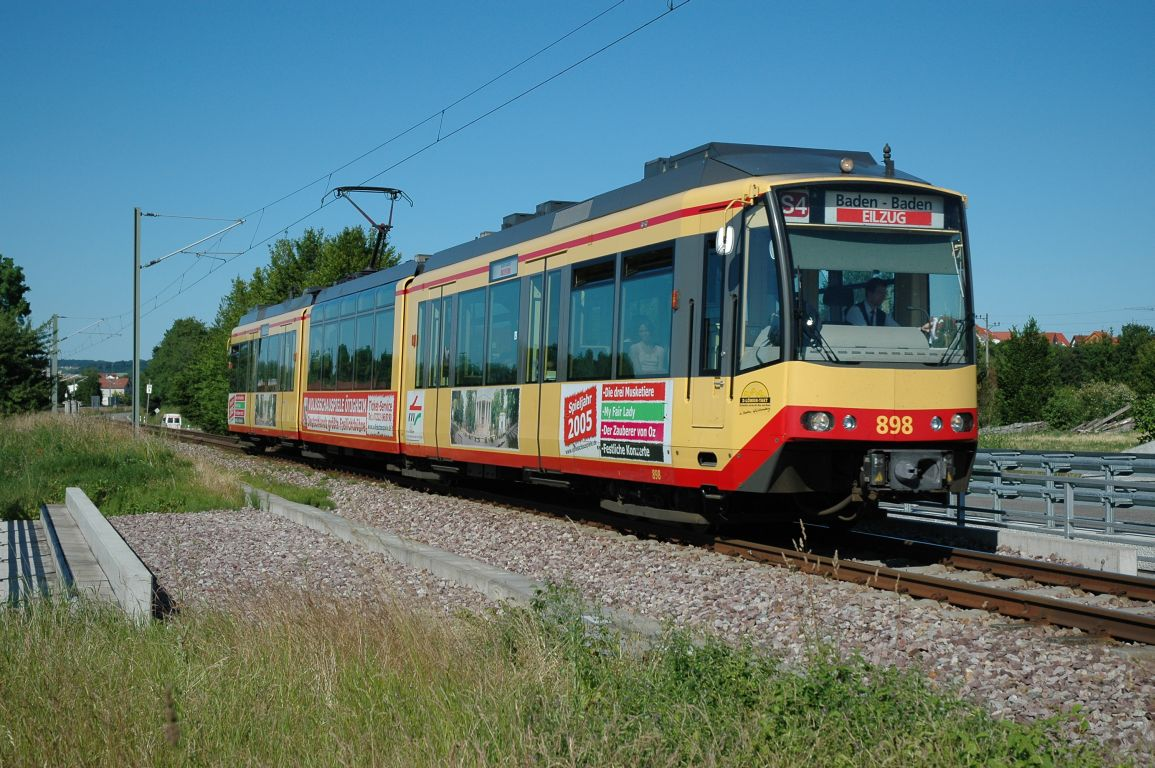
Tram van Karlsruhe

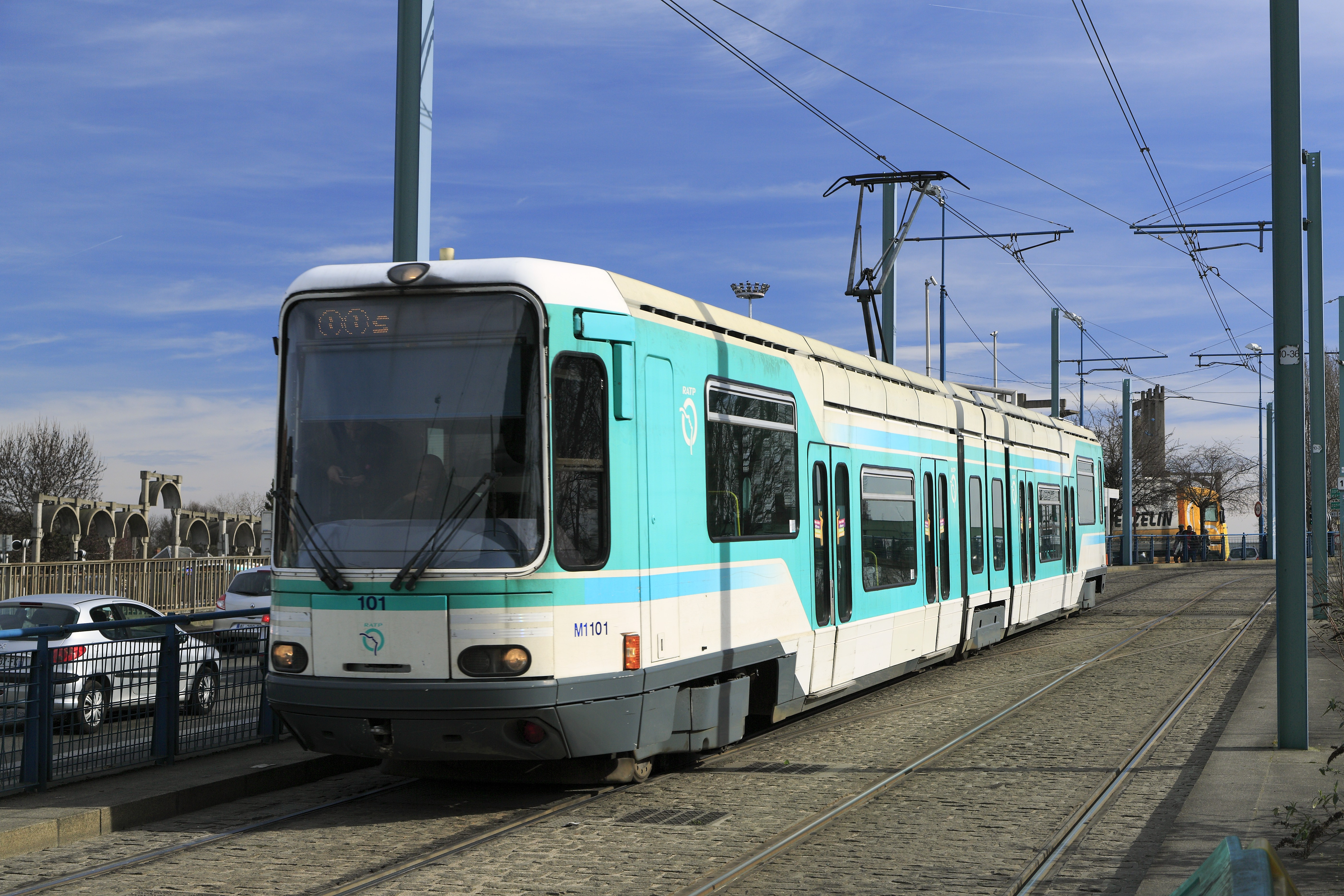
De oudste tram in dienst van Parijs.

### Elders in Europa
Duitsland
De eerste tram reed in 1865 te Berlijn. Al in 1881 liet Siemens ook in Berlijn een elektrische tram rijden. Duitsland kent sinds de sluiting van het net van Wuppertal in 1987 circa 60 trambedrijven. In sommige Duitse steden is het tramnet gedeeltelijk verbouwd tot Stadtbahn, een kruising tussen metro en sneltram. Het Karlsruhe Model dat in de laatste helft van de 20e eeuw is ontstaan, is het oudste voorbeeld van de treintram. Grote netten bestaan onder meer in Leipzig, Dresden en Bremen.
Frankrijk
De eerste tram reed in 1855 te Parijs. In Frankrijk waren in de eerste helft van de 20e eeuw tientallen trambedrijven actief. Na 1966 toen de eerste generatie tram van Valenciennes stopte, reden nog slechts in drie steden trams: Rijsel/Lille, Saint-Étienne en Marseille. Sinds de jaren tachtig zijn er tientallen nieuwe trambedrijven opgericht en in 2020 was het aantal weer tot dertig gestegen. De agglomeratie van Parijs telt inmiddels twaalf tramlijnen die echter niet geheel met elkaar verbonden zijn en veelal eigen specifieke tramtypes hebben. Voor de Franse én buitenlandse trambedrijven heeft Alstom meer dan 3.000 trams gebouwd.
Italië

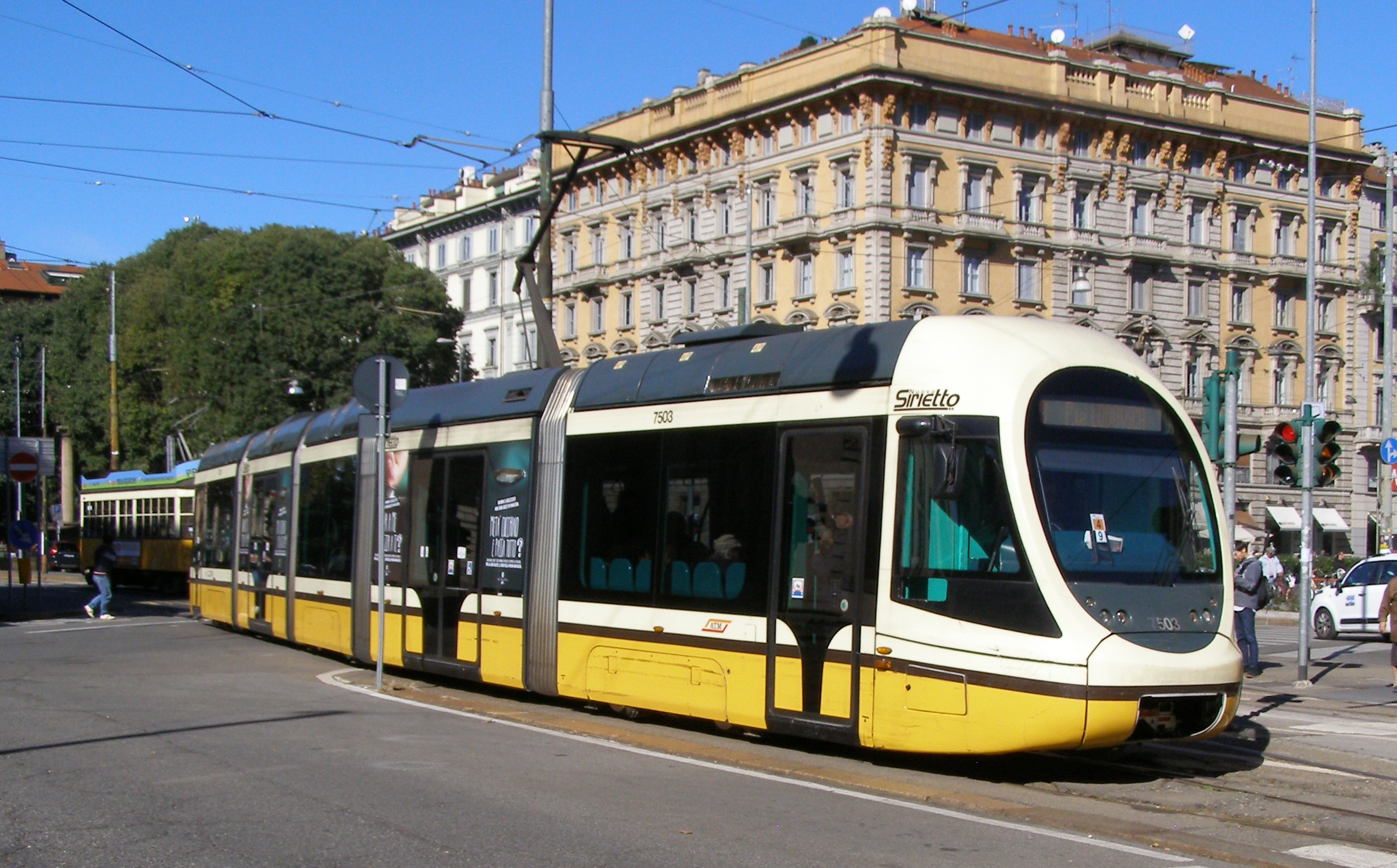
Tram te Milaan.

Vanaf de jaren twintig van de 20e eeuw zijn in Italië veel trambedrijven verdwenen of hebben bestaande bedrijven hun netwerk ingekrompen. Alleen in de steden Milaan, Napels, Rome, Turijn en Triëst zijn de trams blijven rijden. Voor de steden Rome en Milaan werden reeds begin jaren 1940 gelede trams op draaistellen ontwikkeld; een tramtype dat cruciaal bleek in de tweede helft van de twintigste eeuw.  Aan het eind van de jaren negentig ontstonden er plannen voor nieuwe lijnen en geheel nieuwe tramnetwerken in diverse steden. De eerste nieuwe trams reden in 2003 in Messina. Ook in Bergamo, Cagliari, Florence, Mestre-Venetië, Padua, Palermo en Sassari zijn de trams teruggekeerd in het straatbeeld. In deze steden zijn ook nieuwe tramlijnen in aanleg.
Spanje

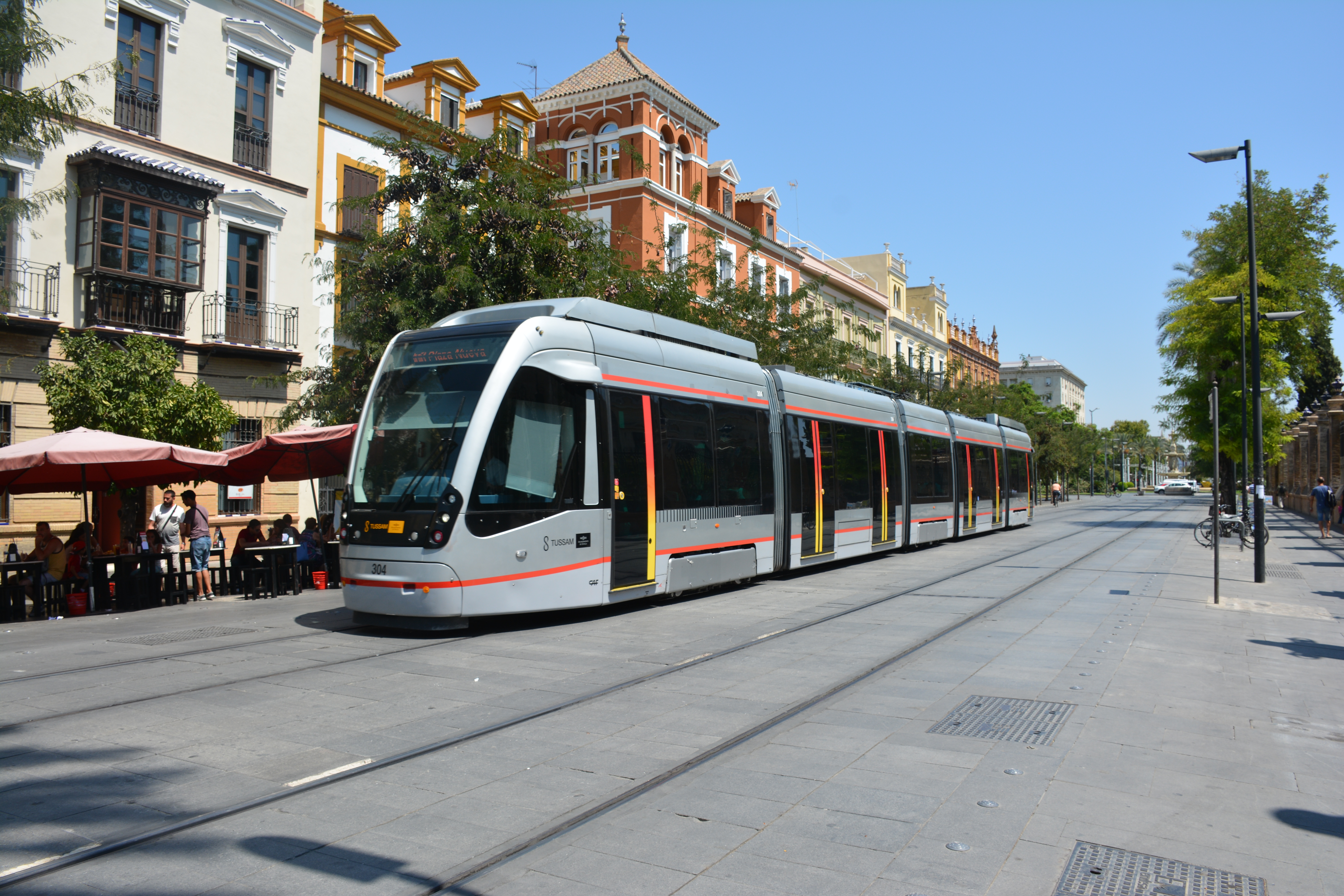
Tram te Sevilla.

De tram is in Spanje aan een terugkeer bezig, nadat alleen nog kleine toeristische tramlijnen in Barcelona en op Mallorca waren overgebleven. In Barcelona, Madrid, Parla, Valencia, Sevilla, Alicante, A Coruña (toeristische lijn, tussen 1997-2011), Bilbao, Vitoria-Gasteiz, Granada, Málaga, Santa Cruz de Tenerife en Zaragoza rijden nu trams. Andere steden hebben plannen of zijn bezig met de aanleg.

## Trivia

Tramstel op Long Beach: eindpunt van lijn A in L.A.

- De oudste nog in "normale" dienst zijnde trams zijn de motorwagens 1 en 2 van de Manx Electric Railway op het eiland Man. Ze dateren uit het openingsjaar 1893 en zijn af en toe in dienst op de 28,5 km lange interlokale lijn tussen Douglas en Ramsey. Zij verkeren in oorspronkelijke staat.
- De langste "klassieke" tramlijn (op eigen infrastructuur) is de Kusttram (Knokke – Oostende – De Panne) in België. De lijn heeft 67 haltes en is ca. 67 kilometer lang.
- De langste "moderne" tramlijn (lightrail) is lijn A in Los Angeles.[19] De lijn heeft 44 haltes en is 79,2 kilometer lang. De lijn kent korte stukken straatspoor, enkele tunnels plus viaducten en is deels aangelegd op voormalige spoorbeddingen.
- De langste tramreis zonder overstappen is die met lijn S8 tussen Karlsruhe centrum en Bondorf. De afstand is ongeveer 105 km. De tramvoertuigen maken voornamelijk gebruik van spoorlijnen, maar rijden in het centrum van Karlsruhe over tramsporen.
- De langste tramreis met overstappen is die van Sankt Tönis (Krefeld) naar Witten, in Duitsland. De route is 105,5 km lang en kan in ongeveer 5,5 uur (met acht overstappen) afgelegd worden. De lijnen hiervoor benodigd zijn 041, U70/76, U79, 901, 104, 105, 107, 302, en 309/310.[20]
- Het grootste tramnetwerk ter wereld was eind twintigste eeuw dat van de Russische stad Sint-Petersburg. Het netwerk had op het hoogtepunt een lengte van ruim 1000 km, sinds het uiteenvallen van de Sovjet-Unie loopt de lengte echter terug. Volgens bronnen is het tramnet inmiddels kleiner dan dat van Melbourne.
- De langste tramvoertuigen ter wereld rijden in Boedapest. De zesdelige Combino Supra trams die hier rijden waren met 54 meter lengte al de langste, maar zijn in 2016 overtroffen door negendelige 55,9 meter lange trams van CAF.[21] Één zo'n tram kan maximaal 562 passagiers vervoeren.[22]
- De regio Rijn-Neckar krijgt in 2025 twaalfassige trams van 58,7 meter in lengte.[23] Ter vergelijking: een driedelige NS-sprinter (SNG) is nauwelijks een meter langer.